# Personenstandsregister
Die deutschen Personenstandsregister sind im Jahr 2009 eingeführte digitale Register zur Beurkundung des Personenstands, die die bisherigen Personenstandsbücher ablösten. Die Rechtsgrundlage für die Umstellung auf elektronische Register wurde 2006 durch das Personenstandsrechtsreformgesetz geschaffen. Vorher gab es Personenstandsbücher. Bis Ende 2013 konnten die Personenstandsregister übergangsweise noch auf Papier geführt werden, inhaltlich ausgerichtet nach dem neuen Gesetz.

## Allgemeines
Rechtsgrundlage für die heutigen Personenstandsregister ist § 3 PStG, wonach diese Register vom Standesamt in seinem Zuständigkeitsbereich zu führen sind.

## Arten
Das Standesamt führt:
- Eheregister (§ 15 PStG)
- Lebenspartnerschaftsregister (§ 17 PStG)
- Geburtenregister (§ 21 PStG)
- Sterberegister (§ 31 PStG)

Die Registereinträge bestehen aus einem urkundlichen Teil (Haupteintrag und Folgebeurkundungen) mit Beweiskraft und einem Hinweisteil ohne Beweiskraft.
Die Personenstandsregister werden elektronisch geführt. Die Erst-Beurkundungen in den Personenstandsregistern werden jährlich fortlaufend nummeriert. Der Grundeintrag hat die Ordnungszahl 0, die erste Folgebeurkundung 1, und so weiter.
Beurkundungen werden mit der Angabe des Familiennamens des Standesbeamten abgeschlossen. Jede Beurkundung ist mit der dauerhaft überprüfbaren qualifizierten elektronischen Signatur des Standesbeamten zu versehen.
Die Länder können zentrale Register einrichten, auf die alle angeschlossenen Standesämter Zugriff haben (§ 67 PStG).

## Eheregister
Im Eheregister (§ 15 PStG) werden im Anschluss an die Eheschließung beurkundet:
1. Tag und Ort der Eheschließung
2. Vornamen und Familiennamen der Ehegatten, Ort und Tag ihrer Geburt sowie ihr Geschlecht
3. die nach der Eheschließung geführten Vornamen und Familiennamen der Ehegatten

Zum Eheeintrag wird hingewiesen:
1. auf die Beurkundung der Geburt der Ehegatten
2. auf die Staatsbürgerschaft der Ehegatten, wenn sie nicht Deutsche sind und ihre ausländische Staatsangehörigkeit nachgewiesen ist
3. auf die Bestimmung eines Ehenamens
4. auf das Sachrecht, dem die Namensführung der Ehegatten unterliegt

## Lebenspartnerschaftsregister
Seit dem 1. Oktober 2017 können keine Lebenspartnerschaften mehr geschlossen werden, da seitdem gleichgeschlechtliche Ehen möglich sind.
Im Lebenspartnerschaftsregister (§ 17 PStG) wurden im Anschluss an die Lebenspartnerschaftsschließung beurkundet:
1. Tag und Ort der Lebenspartnerschaftsschließung
2. die Vornamen und die Familiennamen der Lebenspartner, Ort und Tag ihrer Geburt, ihr Geschlecht sowie auf Wunsch eines Lebenspartners seine rechtliche Zugehörigkeit zu einer Religionsgemeinschaft, die Körperschaft des öffentlichen Rechts ist
3. die nach der Lebenspartnerschaftsschließung geführten Vornamen und Familiennamen der Lebenspartner

Zum Lebenspartnerschaftseintrag wird hingewiesen:
1. auf die Beurkundung der Geburt der Lebenspartner
2. auf die Staatsangehörigkeit der Lebenspartner, wenn sie nicht Deutsche sind und ihre ausländische Staatsangehörigkeit nachgewiesen ist
3. auf die Bestimmung eines Lebenspartnerschaftsnamens
4. auf das Sachrecht, dem die Namensführung der Lebenspartner unterliegt

Allerdings erlaubte § 23 LPartG in der Fassung des Personenstandsrechtsreformgesetzes es den Ländern wie zuvor, eine abweichende Zuständigkeit für die Begründung von Lebenspartnerschaften und für die entsprechende Registerführung vorzusehen (z. B. bei den Notaren); das Lebenspartnerschaftsregister ist jedoch auch in diesem Fall stets beim Standesamt.

## Geburtenregister
Im Geburtenregister (§ 21 PStG) werden die folgenden vier Angaben beurkundet:
1. die Vornamen und der Geburtsname des Kindes
2. Ort sowie Tag, Stunde und Minute der Geburt
3. das Geschlecht des Kindes (männlich, weiblich, divers oder offengelassen, siehe Personenstandsgesetz ab 2013)
4. die Vornamen und die Familiennamen der Eltern, ihr Geschlecht

Ist ein Kind tot geboren, so werden nur die in den § 21 Abs. 1 Nr. 2 bis 4 PStG vorgeschriebenen Angaben mit dem Zusatz aufgenommen, dass das Kind tot geboren ist. Auf Wunsch einer Person, der bei Lebendgeburt des Kindes die Personensorge zugestanden hätte, sind auch Angaben nach § 21 Abs. 1 Nr. 1 PStG einzutragen. Hätte die Personensorge bei Lebendgeburt des Kindes beiden Elternteilen zugestanden und führen sie keinen gemeinsamen Familiennamen, so kann ein Familienname für das Kind nur eingetragen werden, wenn sich die Eltern auf den Namen eines Elternteils einigen.
Bei einer vertraulichen Geburt nach § 25 Abs. 1 des Schwangerschaftskonfliktgesetzes werden nur die in § 21 Abs. 1 Nr. 1 bis 3 PStG vorgeschriebenen Angaben aufgenommen. Die zuständige Verwaltungsbehörde bestimmt die Vornamen und den Familiennamen des Kindes.
Zum Geburtseintrag wird auf Folgendes hingewiesen:
1. auf die Staatsangehörigkeit der Eltern, wenn sie nicht Deutsche sind und ihre ausländische Staatsangehörigkeit nachgewiesen ist
2. bei einem Kind, dessen Eltern miteinander verheiratet sind, auf deren Eheschließung
3. auf die Beurkundung der Geburt der Mutter und des Vaters
4. auf den Erwerb der deutschen Staatsangehörigkeit des Kindes nach § 4 Abs. 3 des Staatsangehörigkeitsgesetzes
5. auf das Sachrecht, dem die Namensführung des Kindes unterliegt

## Sterberegister
Im Sterberegister (§ 31 PStG) werden beurkundet:
1. die Vornamen und der Familienname des Verstorbenen, Ort und Tag seiner Geburt, das Geschlecht
2. der letzte Wohnsitz und der Familienstand des Verstorbenen
3. die Vornamen und der Familienname sowie das Geschlecht des Ehegatten oder Lebenspartners, wenn der Verstorbene im Zeitpunkt seines Todes verheiratet war oder eine Lebenspartnerschaft führte; war die Ehe oder Lebenspartnerschaft durch Tod aufgelöst oder war der Ehegatte oder Lebenspartner für tot erklärt oder war seine Todeszeit gerichtlich festgestellt worden, sind die Angaben für den letzten Ehegatten oder Lebenspartner aufzunehmen,
4. Ort sowie Tag, Stunde und Minute des Todes

Zum Sterbeeintrag wird hingewiesen:
1. auf die Beurkundung der Geburt des Verstorbenen
2. bei verheiratet gewesenen Verstorbenen auf die Eheschließung
3. bei Verstorbenen, die eine Lebenspartnerschaft führten, auf die Begründung der Lebenspartnerschaft